# Vrigny (Loiret)
Vrigny település Franciaországban, Loiret megyében. Lakosainak száma 797 fő (2022. január 1.). Vrigny Laas, Bouilly-en-Gâtinais, Bouzonville-aux-Bois, Chambon-la-Forêt, Courcy-aux-Loges, Ingrannes és Mareau-aux-Bois községekkel határos.

## Népesség
A település népessége az elmúlt években az alábbi módon változott:
| Lakosok száma | 417  | 454  | 491  | 724  | 836  | 841  | 823  | 815  | 811  | 797  |
|               | 1968 | 1982 | 1990 | 2006 | 2013 | 2015 | 2017 | 2019 | 2020 | 2022 |